# Puerto de Bata
El Puerto de Bata es un puerto comercial y marítimo localizado en la ciudad de Bata en la provincia Litoral en Región continental o región del Río Muni en el centro del país africano de Guinea Ecuatorial. Al Igual que el Puerto de Malabo en Bioko, las instalaciones portuarias en Bata fueron ampliadas en los últimos años como parte de un plan del gobierno de Guinea Ecuatorial para modernizar sus infraestructuras.
El Puerto de Bata dispone de un muelle de 310 metros de longitud, con 4 puntos de atraque. El calado en la parte interior es de 11 metros y en la exterior es de 11,30 metros. Es gestionado por la Administración de Puertos de Guinea Ecuatorial un organismo dependiente del gobierno de ese país.